# Flying Colors
Flying Colors je americká rocková superskupina. Skupinu tvoří kytarista Steve Morse (Deep Purple, Dixie Dregs), bubeník Mike Portnoy (Dream Theater), Neal Morse (Spock's Beard), baskytarista Dave LaRue (Dixie Dregs) a zpěvák, klávesista a kytarista Casey McPherson. V březnu 2012 skupina vydala své první album s názvem Flying Colors.

## Diskografie
- Flying Colors (2012)
- Second Nature (2014)
- Third Degree (2019)